# Кордилине
Кордилинето (Cordyline) е род от около 15 вида едносемеделни цъфтящи растения от семейство Зайчесянкови (Asparagaceae), подсемейство Lomandroideae. Подсемейството е третирано по-рано като отделно семейство Laxmanniaceae, или Lomandraceae. Други автори са поставяли рода в Agavaceae (сега Agavoideae).

## Разпространение
Кордилинето е родом от западната част на Тихия океан, от Нова Зеландия, Източна Австралия, Югоизточна Азия и Полинезия, като един вид се среща в Югоизточна Южна Америка.

## Етимология
Името cordyline идва от гръцката дума kordyle, което означава „клубен“, препратка към нарастващите подземни стъбла или коренища.

## Видове
Към март 2015 г. Световният контролен списък на избрани растителни семейства приема 24 вида:
- Cordyline angustissima K.Schum.
- Cordyline australis (G.Forst.) Endl.
- Cordyline banksii Hook.f.
- Cordyline cannifolia R.Br.
- Cordyline casanovae Linden ex André
- Cordyline congesta (Sweet) Steud.
- Cordyline diffusa Colenso.
- Cordyline forbesii Rendle
- Cordyline fruticosa (L.) A.Chev.
- Cordyline indivisa (G.Forst.) Endl.
- Cordyline lateralis Lauterb.
- Cordyline ledermannii K.Krause
- Cordyline manners-suttoniae F.Muell.
- Cordyline mauritiana (Lam.) J.F.Macbr.
- Cordyline minutiflora Ridl.
- Cordyline murchisoniae F.Muell.
- Cordyline neocaledonica (Baker) B.D.Jacks.
- Cordyline obtecta (Graham) Baker
- Cordyline petiolaris (Domin) Pedley
- Cordyline pumilio Hook.f.
- Cordyline racemosa Ridl.
- Cordyline rubra Otto & A.Dietr.
- Cordyline schlechteri Lauterb.
- Cordyline sellowiana Kunth
- Cordyline stricta (Sims) Endl.

### Бивши видове
- Dracaena aletriformis (Haw.) Bos (as C. rumphii Hook.)
- Dracaena elliptica Thunb. & Dalm. (as C. maculata (Roxb.) Planch. and C. sieboldii Planch.)
- Dracaena fragrans (L.) Ker Gawl. (as C. fragrans (L.) Planch.)[4]

## Култивиране и употреба
Членовете на групата често се отглеждат като декоративни растения – по-специално Cordyline australis и Cordyline fruticosa. Много видове са били използвани като храна и лекарство – напр. Cordyline australis. Коренището се изпича в ханги (земна фурна) от Маори за извличане на захар.
Във високите части на Папуа Нова Гвинея. листата на кордилинето и други растения са връзат на пръчки, за да маркират табу зони, където по време на прибиране на karuka реколтата трябва да се говори езика панданус (pandanus).